# Ennucula tenuis
Ennucula tenuis är en musselart som först beskrevs av Montagu 1808.  Ennucula tenuis ingår i släktet Ennucula och familjen nötmusslor. Arten är reproducerande i Sverige. Inga underarter finns listade i Catalogue of Life.